# 泰坦之旅
《泰坦之旅》（中国大陆官方译为）是一款由THQ在2006年6月26日向世界發行的奇幻风格的ARPG（动作角色扮演游戏），背景设定在古希腊罗马时代，游戏世界包含了古希腊、古罗马、古中国、马其顿、克里特、埃及、波斯、巴比伦等地区。2016年在Windows平台推出包含本体和资料片《不朽王座》的十周年纪念版，该版本支持简体中文。2017年11月18日推出十周年纪念版的首个追加下载内容《诸神的黄昏》。2019年5月10日推出十周年纪念版的第二个追加下载内容《亚特兰蒂斯》。

## 追加下载内容
- 泰坦之旅：诸神的黄昏（Titan Quest: Ragnarök）
- 泰坦之旅：亚特兰蒂斯（Titan Quest: Atlantis）

需十周年纪念版支持。